# Sara Zaafarani
Sara Zaafarani Zenzari (arabisch سارة زعفراني زنزري, DMG Sāra Zaʿfarānī Zanzarī; geboren am 26. Januar 1963 in Tunis, Tunesien) ist eine tunesische Ingenieurin und Politikerin. Sie ist seit 21. März 2025 Premierministerin von Tunesien. Sie ist die dritte Person in diesem Amt in weniger als zwei Jahren und die zweite Frau, die dieses Amt innehat.

## Lebenslauf und Ausbildung
Zaafarani absolvierte ein Studium im Bauingenieurwesen an der Nationalen Ingenieurschule von Tunis und erwarb einen Master-Abschluss in Geotechnik an der Universität Hannover. Sie hat zudem Abschlüsse vom Nationalen Verteidigungsinstitut und des Instituts für Verwaltungsführung an der Nationalen Verwaltungsschule in Tunis. Sie spricht fließend Arabisch, Französisch, Deutsch und Englisch.
Ihre berufliche Laufbahn umfasst umfangreiche Erfahrungen im Bereich des Bauwesens und der öffentlichen Verwaltung. Im Jahr 1989 wechselte sie ins tunesische Ministerium für Infrastruktur und Wohnungsbau, wo sie 1992 zur Leiterin der Abteilung für Sonderbauten in der Generaldirektion für Brücken und Straßen ernannt wurde. Im Jahr 2014 wurde sie zur Leiterin einer Einheit für zielorientiertes Management für Autobahnen ernannt.

## Politische Karriere
Am 11. Oktober 2021 wurde Zaafarani zur Ministerin für Ausrüstung und Wohnungsbau ernannt. In dieser Funktion war sie bis zum 21. März 2025 tätig. Während ihrer Amtszeit setzte sie sich für Infrastrukturprojekte und Wohnungsbauprogramme ein.
Am 21. März 2025 ernannte Präsident Kais Saied sie zur Premierministerin, nachdem ihr Vorgänger Kamel Maddouri entlassen worden war. Ihre Ernennung erfolgte inmitten einer schweren Wirtschaftskrise und zunehmender Spannungen im Land. Zaafarani ist die dritte Person, die innerhalb von weniger als zwei Jahren das Amt des Premierministers in Tunesien übernimmt.